# Zama (vescovo)
Zama (... – IV secolo) fu il primo vescovo (protovescovo) di Bologna; è venerato come santo dalla Chiesa cattolica.

## Biografia
Di Zama, come dei suoi successori Faustiniano, Domiziano e Gioviano, non sappiamo nulla.

Probabilmente conobbe la persecuzione di Diocleziano e con la successiva pace di Costantino del 313 gli fu affidato il compito di radunare ed organizzare i cristiani presenti a Bologna in una comunità cristiana stabile; l'Elenco Renano ci attesta senza dubbio: dominus Zama [...] primus episcopus.
Le sue spoglie ora sono conservate sotto l'altare maggiore della cattedrale della città, dedicata a Pietro apostolo; il corpo fu trasferito nel 1586 dall'Abbazia dei Santi Naborre e Felice (probabilmente la prima chiesa cattedrale della città, voluta da Zama stesso) dall'arcivescovo Gabriele Paleotti.

## Culto
La sua festa per l'arcidiocesi di Bologna ricorre il 28 settembre, data in cui si ricordano, insieme al protovescovo, tutti i santi vescovi della Chiesa bolognese. Tradizionalmente in tale ricorrenza si prega anche in suffragio di tutti i vescovi defunti di Bologna.